# Иза наших зидова
Иза наших зидова је први студијски албум српске музичке групе Шајзербитерлемон. Албум је објављен 10. маја 2019. године за загребачку етикету Geenger Records, а доступан је у дигиталном формату и на ЦД-у.

## О албуму
Албум Иза наших зидова формирао се током 2017. и 2018. године. Сниман је, миксован и мастерован од септембра до децембра 2018. у београдском студију Дигимедија. Сниматељи албума били су Алекса Рачић и Марко Митровић. За продукцију, микс и мастеровање албума задужен је био Горан Цревар.
Званична концертна промоција издања одржана је 18. маја 2019. у Дому омладине Београда.

## Списак песама
| №               | Назив           | Напомене              | Трајање |  |
| 1.              | Зидови          |                       | 2:44    |  |
| 2.              | О идолима       |                       | 3:32    |  |
| 3.              | Јачи            |                       | 4:18    |  |
| 4.              | Мрак            |                       | 2:38    |  |
| 5.              | Створи ме       |                       | 3:16    |  |
| 6.              | Кроз дим        |                       | 3:57    |  |
| 7.              | Метак           |                       | 4:04    |  |
| 8.              | Снег            | гости: Шајзербитерхор | 4:29    |  |
| Укупно трајање: | Укупно трајање: | Укупно трајање:       | 28:58   |  |

## Синглови и спотови
- 1. О идолима
  - Сингл је објављен крајем марта 2019. године.
  - Спот је режирала Јелена Гавриловић, а у њему се појављује глумица Јована Гавриловић.[6]
- 2. Снег
  - Сингл је објављен почетком маја 2019. године.
  - Спот је режирао Алекса Михајловић.[7]
- 3. Мрак
  - Сингл је објављен средином децембра 2019. године.
  - Спот је режирала Ведрана Вукојевић. У главним улогама су Мина Совтић и Никола Миливојевић.[8]
- 4. Метак
  - Сингл је објављен почетком средином априла 2020. године.
  - Спот је сниман током јануара 2020. у једном малом војвођанском селу, а инспирисан је југословенским црним таласом. За режију је био задужен Никола Стојановић, док је сценарио потписала Нађа Петровић.[9]

## Музичари

### Постава групе
- Јован Сибиновић — вокал, гитара
- Марио Марковић — бас-гитара, пратећи вокал
- Ана Ђуровић — бубањ [1][2]

## Остали допринос албуму
- тонски сниматељи: Алекса Рачић, Марко Митровић
- продукција, микс и мастеровање: Горан Цревар
- дизајн омота: Вукадин Филиповић
- фотографије: Јана Анђић [1][2]

## Рецензије
| Медиј | Аутор рецензије        | Оцена          | Изв.   |
| ----- | ---------------------- | -------------- | ------ |
|       | Михаел Пинтер          | 10/10 звездица | [ 10 ] |
|       | Синиша Миклаужић       | 4.5/5 звездица | [ 11 ] |
|       | Ђорђе Миладиновић      | —              | [ 12 ] |
|       | Александар С. Јанковић | —              | [ 13 ] |